# Västerås

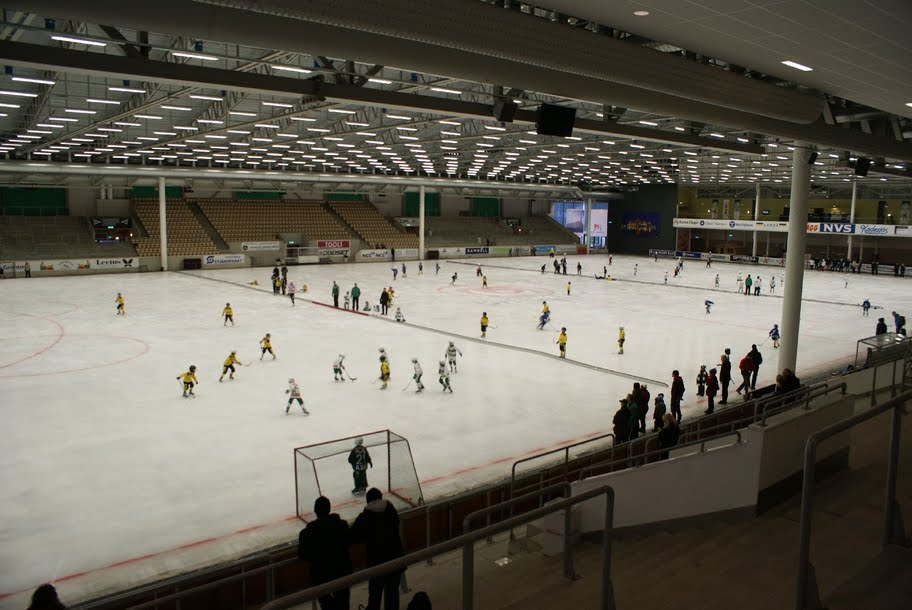
Bandy, ABB Arena Syd

Västerås – miasto w środkowej Szwecji, ośrodek administracyjny regionu Västmanland, port przy ujściu rzeki Svartån do jeziora Melar. W 2020 roku liczyło 128 660 mieszkańców. Rozwinął się tu przemysł, głównie elektrotechniczny – produkcja silników elektrycznych i wyposażenie elektrowni atomowych oraz hutnictwo żelaza. W mieście znajduje się katedra z przełomu XIII i XIV wieku, zamek z XIV-XVI w., który był wielokrotnie przebudowywany, zabytkowe domy średniowieczne.
W Västerås w 1947 Erling Persson założył swój pierwszy sklep Hennes (pierwowzór dzisiejszego H&M). Dziś Hennes & Mauritz jest największą siecią odzieżową na świecie.
Również tutaj powstała pierwsza elektrownia w Szwecji. Była to elektrownia wodna położona na niewielkiej katarakcie niedaleko ujścia rzeki a zbudowana przez ABB.
Västerås jest nazywane „miastem rowerów”, do niedawna bowiem posiadało najwięcej dróg rowerowych spośród wszystkich miast Szwecji.
Około 5 km od centrum miasta znajduje się międzynarodowy port lotniczy.

## Transport
- Västerås resecentrum
- Port lotniczy Västerås
- Trolejbusy w Västerås

## Sport
- VIK Västerås HK – klub hokejowy
- Västerås SK – klub piłkarski
- Bombardier Arena
- Arosvallen

## Miasta partnerskie
- Ålesund
- Akureyri
- Kassel